# Serra del Pubill
La Serra del Pubill és una serra situada al municipis de Bassella a la comarca de l'Alt Urgell i el de Vilanova de l'Aguda a la comarca de la Noguera, amb una elevació màxima de 690 metres.